# Henri-Claude Fantapié

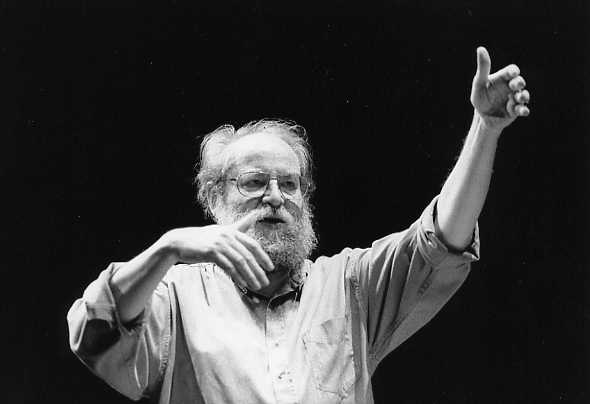
Henri-Claude Fantapié, 2005

Henri-Claude Fantapié (* 9. September 1938 in Nizza) ist ein französischer Dirigent.
Fantapié studierte in Nizza bei Eugène Gosselin und René Saorgin, in Monte Carlo bei Marc-César Scotto, Marcel Gonzalès und Lucien Marzo und von 1958 bis 1962 in Paris Komposition bei Henri Dutilleux, Kontrapunkt bei Jacques Chailley und Orchesterleitung bei Eugène Bigot und Igor Markevitch. Von 1959 bis 1963 leitete er das Kammerorchester von Monaco. 1964 gründete er Les Solistes de Paris, ein Kammerorchester, mit dem er mehr als sechshundert Konzerte in Europa und Afrika gab und zahlreiche Rundfunkaufnahmen einspielte. Seit 1982 widmete er sich zunehmend der Orchesterpädagogik, u. a. leitete er das Orchester der Europäischen Union der Musikschulen und die Jeune Philharmonie de Seine-Saint-Denis. Neben Werken der zeitgenössischen französischen Musik widmete er sich besonders der finnischen Musik sowie der Wiederherstellung von Kompositionen italienischer Barockkomponisten. Von 1964 bis 1972 war er Generalsekretär der Gewerkschaft der französischen Orchesterchefs.
| Personendaten    | Personendaten          |
| ---------------- | ---------------------- |
| NAME             | Fantapié, Henri-Claude |
| KURZBESCHREIBUNG | französischer Dirigent |
| GEBURTSDATUM     | 9. September 1938      |
| GEBURTSORT       | Nizza                  |